# Xu Yinchuan
Dans ce nom chinois, le nom de famille, Xu, précède le nom personnel.
Xu Yinchuan (chinois : 许银川), né le 5 août 1975 à Huilai dans le Guangdong en Chine, est un des meilleurs joueurs de xiangqi du monde.
Xu est un des quelques grands-maîtres de xiangqi à être originaires du Guangdong, qui a vu naître plusieurs des meilleurs joueurs du monde dont Lü Qin. Le style de Xu est souvent qualifié de calme, particulièrement redoutable en fin de partie. Xu a remporté son premier titre de champion de Chine individuel de Xiangqi à l'âge de 18 ans, ce qui fait de lui le deuxième plus jeune vainqueur du championnat après Hu Ronghua.

## Palmares

### Titre majeurs
Xu Yinchuan detiens 29 titres majeurs
- 6 titres de champion de Chine en 1993, 1996, 1998, 2001, 2006 et 2009 ;
- 2 titre de champion d'Asie en 1995, 2013
- 3 titre de champion du monde en 1999, 2003 et 2007[2].
- 4 ligue nationale en 2003, 2007, 2009, 2010
- 8 Coupe Wu Yang 1994, 1995,1998, 2003, 2005, 2006, 2007, 2008
- 1 Coupe Bi Gui Yuan 2012
- 5 Coupe Yin Li 1995,1998, 2001, 2002, 2003

### 1991
- 3e Championnat de Chine

### 1993
- Champion de Chine
- Grand Maître

### 1994
- Coupe Wu Yang
- 1er Coupe Gao Ke (rapide)

### 1995
- Champion d'Asie
- Vice Champion de Chine
- Coupe Wu Yang
- Coupe Yin Li

### 1996
- Champion de Chine

### 1997
- Vice Champion du Monde
- 3e Championnat de Chine

### 1998
- Champion de Chine
- Coupe Wu Yang
- Coupe Yin Li

### 1999
- Champion du Monde

### 2000
- Vice Champion de Chine

### 2001
- Champion de Chine
- 3e Coupe Wu Yang
- Coupe Yin Li

### 2002
- 3e Coupe Wu Yang
- Coupe Yin Li

### 2003
- Champion du Monde
- Coupe Wu Yang
- 1re ligue nationale
- Coupe Yin Li

### 2004
- 3e Championnat de Chine
- 2e Coupe Wu Yang
- 3e ligue nationale

### 2005
- 7e Championnat de Chine
- Coupe Wu Yang
- 2e ligue nationale

### 2006
- Champion de Chine
- Coupe Wu Yang
- 5e ligue nationale

### 2007
- Champion du Monde
- Coupe Wu Yang
- 1re ligue nationale

### 2008
- 5e Championnat de Chine
- Coupe Wu Yang
- 2e ligue nationale
- 1er Xiang Qi Super Bowl

### 2009
- Champion de Chine
- 1re ligue nationale
- 1re Coupe internationale Han Xin

### 2010
- 1re ligue nationale
- 1re Coupe internationale Han Xin
- 3e Coupe Mao Shan

### 2011
- Vice Champion du Monde
- Vice Champion de Chine
- 4-5e ligue nationale
- 3e Coupe Chan Yu Dong Tian
- Médaille d'argent aux jeux nationaux de l'esprit

### 2012
- 3e Championnat de Chine
- Coupe Bi Gui Yuan
- 3e ligue nationale
- 1re Coupe internationale Han Xin
- 2e Mountain Cup
- 1re Coupe Anhui Heli
- 1re Coupe Chang Yu Dong Tian
- 2e Coupe Maoshen

### 2013
- Champion d'Asie
- 4e Championnat de Chine
- 3e ligue nationale

### 2014
- 3e Championnat de Chine
- 7e-8e Coupe Bi Gui Yuan
- 3e ligue nationale
- 2e Mountain Cup

### 2015
- 3e Coupe Bi Gui Yuan

### 2016
- 5-6e Coupe Bi Gui Yuan
- 1re ligue nationale

### 2017
- 4e Coupe Bi Gui Yuan
- 4e ligue nationale

### 2018
- 3e Coupe Bi Gui Yuan
- 8e ligue nationale

## Classement Elo
Classement actuel : 01/01/2019: 2653 (4e)
Meilleur classement : 01/07/2013 : 2683 (1e)
Meilleur rang : 1er à 18 reprises du 01/01/99 au 31/12/1999 (2), du 01/07/2000 au 31/12/2004 (9) du 01/07/2006 au 31/12/2008 (5) et du 01/01/2013 au 31/12/2013 (2)